# 遙遠時空4
《遙遠時空4》是光荣開發並發行的戀愛冒險遊戲，為遙遠時空系列第4部遊戲。2008年6月發行於PlayStation 2和Wii平台。2010年推出PlayStation Portable版。

## 角色

### 主角
葦原千尋
聲 - 川上倫子
17歲。身高155cm。五行屬性：根據玩家輸入的生日決定。象徵物：笹百合。印象色是生成色。

### 主要角色
風早
聲 - 井上和彥
25歲。身高187cm。AB型。誕生日：11月11日。五行屬性是木、八卦是巽、十干是甲。象徵物是浜木綿。印象色是天色。
阿修温
聲 - 石田彰
23歲。身高179cm。O型。誕生日：1月31日。五行屬性是木、八卦是震、十干是乙。象徵物是百日紅。印象色是胭脂色。
薩薩齐
聲 - 關智一
31歲。身高183cm。O型。誕生日：6月3日。五行屬性是火、八卦是離、十干是丙。象徵物是躑躅。印象色是紅色。
那岐
聲 - 宮田幸季
17歲。身高171cm。B型。誕生日：9月15日。五行屬性是土、八卦是坤、十干是己。象徵物是梛。印象色是薑黃色。
布都彥
聲 - 保志總一朗
16歲。身高164cm。A型。誕生日：4月8日。五行屬性是金、八卦是乾、十干是庚。象徵物是小手毬。印象色是竹青色。
柊
聲 - 三木真一郎
26歲。身高182cm。B型。誕生日：2月29日。五行屬性是金、八卦是兌、十干是辛。象徵物是柊。印象色是萌黃。
遠夜
聲 - 高橋直純
18歲。身高180cm。A型。誕生日：1月2日。五行屬性是水、八卦是坎、十干是壬。象徵物是梅花藻。印象色是葡萄染。
葛城忍人
聲 - 中原茂
21歲。身高175cm。A型。誕生日：12月21日。五行屬性是土、八卦是艮、十干是戊。象徵物是薊。印象色是濃藍。

### 中津国相关角色
标注※的是游戏中并无声音，但在DRAMA CD中有出场的角色。
大公主
声 - 桑岛法子
16歲死。身高156cm。O型。誕生日：10月3日。象徵物是桃。印象色是朱鷺色。
岩长姬
声 - 矶边万沙子
65歲。身高163cm。O型。誕生日：3月30日。十干是己。象徵物是美人蕉科。印象色是紅枯葉。
狭井君
声 - 野泽由香里
年齡不詳。身高158cm。A型。誕生日：8月15日。象徵物是山百合。印象色是梅紫。
大伴道臣
声 - 鸟海浩辅※
30歲。身高175cm。A型。誕生日：11月2日。五行屬性是水、十干是癸。象徵物是杜鵑草。印象色是紅碧。
足往
声 - 浅川悠※
11歲。身高130cm。B型。誕生日：8月4日。五行屬性是火、十干是丁。象徵物是酢漿草。印象色是枇杷茶。
夕雾
声 - 川村万梨阿※
年齡不詳。身高170cm。AB型。誕生日：12月1日。十干是戊。象徵物是褪色柳。印象色是紅藤。
凯里贾内
声 - 根本正胜
31歲。身高182cm。A型。誕生日：10月19日。五行屬性是水、十干是癸。象徵物是雁金草。印象色是灰藍。
羽张彥
声 - 無
24歲死。身高183cm。A型。誕生日：3月27日。印象色是淡綠色。

### 常世之国相关角色
标注※的是游戏中并无声音，但在DRAMA CD中有出场的角色。
皇
声 - 石冢运升
58歲。身高179cm。A型。誕生日：7月9日。十干是丁。象徵物是枸橘。印象色是紫鳶。
那沙提亚
声 - 置鲇龙太郎
28歲。身高180cm。AB型。誕生日：2月1日。五行屬性是火、十干是丁。象徵物是木槿。印象色是月白。
夏尼
声 - 桑岛法子※
13歲。身高152cm。AB型。誕生日：6月10日。十干是庚。象徵物是甘茶。印象色是青瓷色。
沐多贾拉
声 - 石井康嗣※
46歲。身高197cm。A型。誕生日：5月3日。五行屬性是金、十干是辛。象徵物是檜。印象色是檜皮色。
里布
声 - 浜田贤二※
25歲。身高187cm。O型。誕生日：9月20日。十干是癸。象徵物是茶樹。印象色是涅色。
雷汪达
声 - 無
25歲。身高185cm。O型。誕生日：11月3日。五行屬性是土。象徵物是弟切草。印象色是赭色。
艾伊卡
声 - 中村诚治郎
21歲。身高182cm。AB型。誕生日：4月15日。五行屬性是金、八卦是、十干是。象徵物是鳥兜。印象色是墨染。